# Liste de points extrêmes de l'Irlande
 (septembre 2018).
Si vous disposez d'ouvrages ou d'articles de référence ou si vous connaissez des sites web de qualité traitant du thème abordé ici, merci de compléter l'article en donnant les références utiles à sa vérifiabilité et en les liant à la section « Notes et références ».

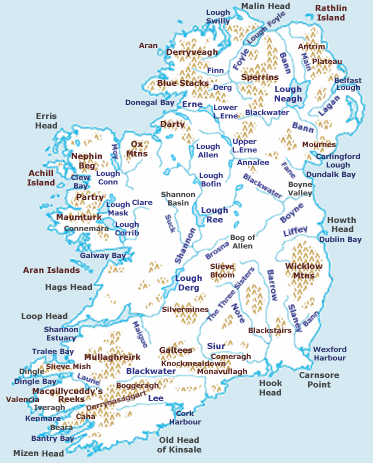
Carte physique de l'île d'Irlande.

Cet article est une liste de points extrêmes de l'Irlande, île située au nord-ouest de l'Europe, divisée entre l'État d'Irlande, souvent appelé République d'Irlande, un pays indépendant, et de l'Irlande du Nord, une nation constitutive du Royaume-Uni occupant le nord-est de l'île.

## Île entière

### Latitude et longitude

#### Île principale
- Nord : près de Malin Head, comté de Donegal,  Irlande (55° 23′ N, 7° 22′ O)
- Sud : Brow Head, comté de Cork,  Irlande (51° 26′ N, 9° 48′ O)
- Ouest : Garraun Point, comté de Kerry,  Irlande (52° 06′ N, 10° 28′ O)
- Est : Burr Point, péninsule d'Ards, comté de Down,  Irlande du Nord (54° 29′ N, 5° 25′ O)

#### Totalité du territoire
- Nord : île d'Inishtrahull, comté de Donegal,  Irlande (55° 27′ N, 7° 14′ O)
- Sud : Fastnet Rock, comté de Cork,  Irlande (51° 23′ N, 9° 36′ O)
- Ouest : île de Tearaght, comté de Kerry,  Irlande (52° 04′ N, 10° 40′ O)
- Est : Canon Rock, au large de la péninsule d'Ards, comté de Down,  Irlande du Nord (54° 29′ N, 5° 25′ O)

### Altitude
- Maximale : Carrauntuohil (1 041 m), comté de Kerry,  Irlande (52° 00′ N, 9° 44′ O)[1]
- Minimale : océan Atlantique (0 m)

## État d'Irlande

### Latitude et longitude

#### Île principale
- Nord : près de Malin Head, comté de Donegal (55° 23′ N, 7° 22′ O)
- Sud : Brow Head, comté de Cork (51° 26′ N, 9° 48′ O)
- Ouest : Garraun Point, comté de Kerry (52° 06′ N, 10° 28′ O)
- Est : Wicklow Head, comté de Wicklow (52° 58′ N, 6° 00′ O)

#### Totalité du territoire
- Nord : île d'Inishtrahull, comté de Donegal (55° 27′ N, 7° 14′ O)
- Sud : Fastnet Rock, comté de Cork (51° 23′ N, 9° 36′ O)
- Ouest : île de Tearaght, comté de Kerry (52° 04′ N, 10° 40′ O)
- Est : île Lambay, comté de Dublin (53° 29′ N, 5° 59′ O)

### Altitude
- Maximale : Carrauntuohil (1 041 m), comté de Kerry (52° 00′ N, 9° 44′ O)[1]
- Minimale : océan Atlantique (0 m)

## Irlande du Nord

### Latitude et longitude

#### Île principale
- Nord : Benbane Head, comté d'Antrim (55° 15′ N, 6° 29′ O)
- Sud : Cranfield Point, comté de Down (54° 01′ N, 6° 03′ O)
- Ouest : près de Belleek, comté de Fermanagh (54° 28′ N, 8° 09′ O)
- Est : Burr Point, péninsule d'Ards, comté de Down (54° 29′ N, 5° 25′ O)

#### Totalité du territoire
- Nord : île de Rathlin, comté d'Antrim (55° 18′ N, 6° 14′ E)
- Sud : Cranfield Point, comté de Down (54° 01′ N, 6° 03′ O)
- Ouest : près de Belleek, comté de Fermanagh (54° 28′ N, 8° 09′ O)
- Est : Canon Rock, au large de la péninsule d'Ards, comté de Down (54° 29′ N, 5° 25′ O)

### Altitude
- Maximale : Slieve Donard (852 m), comté de Down (54° 10′ 49″ N, 5° 55′ 15″ O)[1]
- Minimale : océan Atlantique (0 m)